# Rasim Vardar
Rasim Vardar (* 2. September 1979 in Istanbul) ist ein ehemaliger türkischer Fußballspieler.

## Spielerkarriere

### Verein
Vardar kam im Istanbuler Stadtteil Bakırköy auf die Welt und begann hier in der Nachwuchsabteilung von Galatasaray Istanbul mit dem Vereinsfußball. Zur Rückrunde der Saison 1999/00 wurde er mit einem Profivertrag ausgestattet und am Mannschaftstraining der ersten Mannschaft beteiligt. So wurde er ohne Pflichtspieleinsatz mit seinem Verein zum Saisonende Türkischer Meister und Türkischer Pokalsieger und wurde damit auch türkischer Double-Sieger. Zudem befand er sich im Profikader als Galatasaray in der Saison 1999/00 den UEFA-Pokal holte. Für die Saison 2000/01 wurde an Diyarbakırspor ausgeliehen und in der Saison 2001/02 erst im Kader behalten. Nachdem er bis zur Winterpause nicht eingesetzt wurde, verlieh ihn sein Verein für Rückrunde an Bakırköyspor.
Nachdem Vardar die Saison 2002/03 als Leihspieler bei Yıldırım Bosnaspor verbracht hatte, wurde er im Sommer 2003 vom Zweitligisten Karşıyaka SK verpflichtet. Nachdem er zweieinhalb Jahre für diesen Verein tätig gewesen war, wechselte er im Frühjahr 2006 innerhalb der 2. türkischen Liga zu Sakaryaspor. Mit diesem Verein beendete er die Saison als Play-off-Sieger der Liga und stieg in die 1. türkische Liga auf. Nach einer halben Saison in dieser Liga wechselte Vardar zur Rückrunde der Saison 2006/07 zum Drittligisten Etimesgut Şekerspor. Für die Hauptstädter spielte er eineinhalb Spielzeiten lang und kehrte im Sommer 2008 zu Sakaryaspor zurück.
Bereits nach einer halben Spielzeit verließ Vardar im Frühjahr 2009 Sakaryaspor und wechselte zum Istanbuler Drittligisten Pendikspor. Für diesen Verein spielte er zweieinhalb Spielzeiten lang und beendete im Sommer 2011 seine Karriere.

### Nationalmannschaft
Vardar absolvierte während seiner Zeit bei Galatasaray Istanbul zwei Einsätze für die türkische U-18-Nationalmannschaft.

## Erfolge
Mit Galatasaray Istanbul
- Türkischer Meister: 1999/2000 (Ohne Einsatz)
- Türkischer Pokalsieger: 1999/2000 (Ohne Einsatz)
- UEFA-Pokal: 1999/2000 (Ohne Einsatz)

Mit Sakaryaspor
- Play-off-Sieger der TFF 1. Lig und Aufstieg in die Süper Lig: 2005/06